# Yama
Denna artikel handlar om indisk mytologi. För de fem etiska riktlinjer som nämns i Yoga Sutras, se yama (yoga).
Yama var den förste mannen inom indisk mytologi att dö (möjligen den förste man som dör). Bror till Yami, son till Vivasvat. 

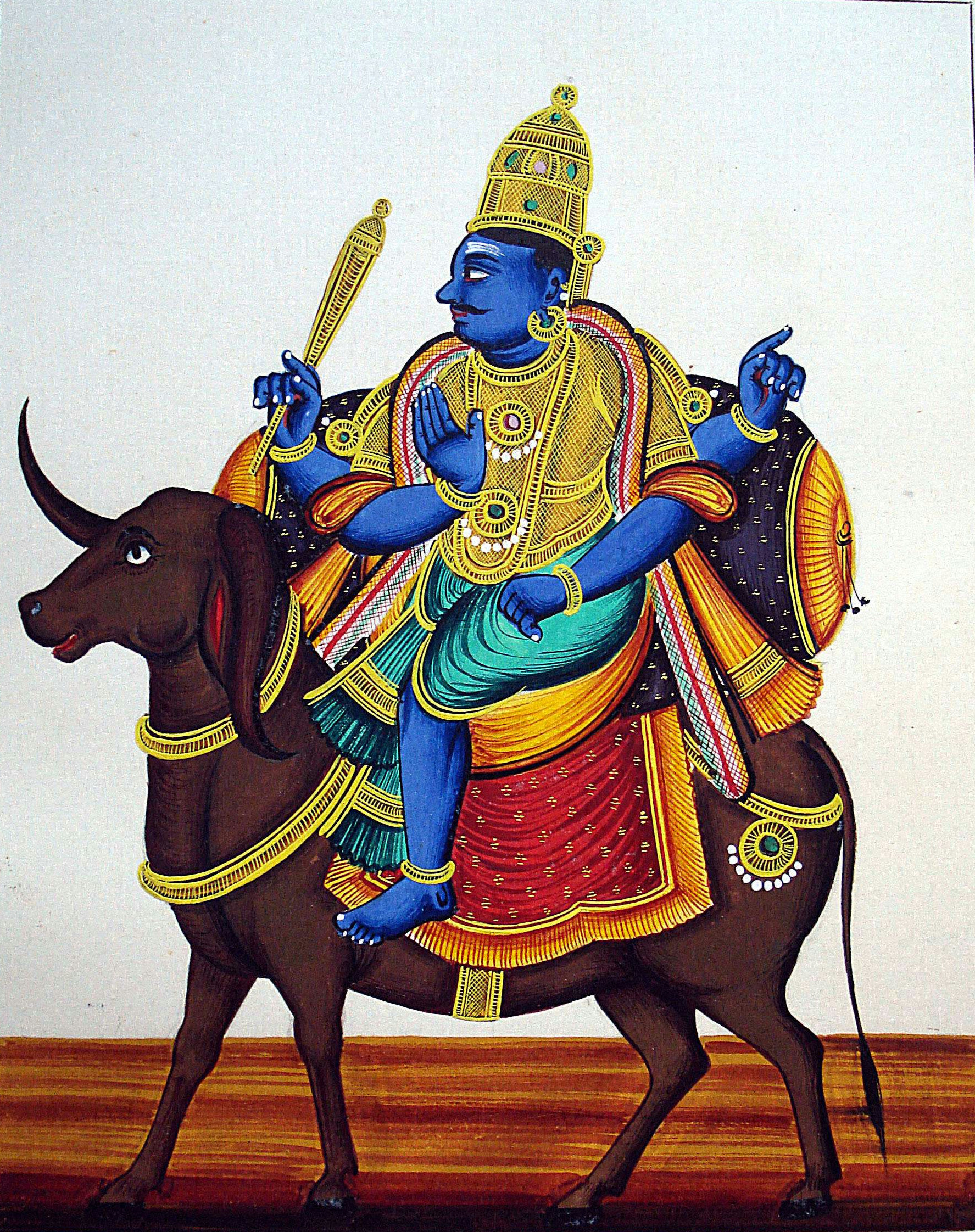
Yama ridande på en buffel

Yama gav sig ut i världen och på sina äventyr upptäckte han en väg upp till himlen. Konsekvensen blev att han drog dödlighet över världen och själv blev de dödas härskare i den del av underjorden som kallas Naraka (av ett indoeuropeiskt ord för "död"; besläktat med grekiskans nekros. Hit hämtas de dödas själar av hans tjänare, yamaduttas, och ledsagas till hans tronsal av två fyrögda hundar, Shyama och Shabala (det sistnämnda namnet är troligen besläktat med Kerberos, den trehövdade helveteshunden i grekisk mytologi). I tronsalen döms de för sina livsgärningar av Yama själv.
Yama är herre över rättvisan och döden, Shivas förnämste ledsagare och en av den synliga världens åtta skyddsandar samt den som bestämmer huruvida de avlidnas själar skall komma till himmelen eller avgrunden. Trots sina goda egenskaper avbildas han med avskräckande gestalt: förvridna anletsdrag, en mängd väpnade armar eller som en skräckinjagande gestalt med grön hud, ridande en buffel.

## Andra namn

### Yan-luo
Den kinesiske dödsgudens namn är en översättning av Yamaraja, "kung Yama". Han kom till Kina med buddhismen.

### Enma-daio
I japansk buddhism heter dödsguden Enma-daio, också en översättning av Yamaraja.

### Yima
I den persiska zoroastrismens äldre skrifter (Yashterna) uppträder Yama som den forntida konungen Yima, son till Vivahvan.

### Thanatos
Den personifierade döden i grekisk mytologi bär ett namn besläktat med Yama (bägge tros ha sitt ursprung i ett gammalt indoeuropeiskt ord.

### Ymer
Urtidsjätten Ymer, som offrades av de fornnordiska gudarna och av vars kropp världen skapades, tros ha sitt ursprung i samma indoeuropeiska gudomlighet som Yama. Berättelsen om honom tros ha uppkommit genom att två indoeuropeiska myter slagits ihop: den om den första människan och den om urväsendet som världen skapats ur. Den sistnämnda återfinns i den indiska Rig-veda, där urjätten Purusha offras av gudarna och världen, människosläktet och de yngre gudarna frambringas ur hans kropp.
En del forskare har fört fram teorin att Purusha i själva verket är Yama, i motsats till senare hinduiska skrifter som identifierar Purusha som Vishnu. Yama sägs visserligen ha varit den första mannen och inte en jätte med tusen armar och ben som Purusha; dock betyder Purusha "man" eller "människa". Enligt Rig-veda 10:13:4 lät sig Yama offras rituellt för gudarnas väl, vilket stämmer väl in på offret av Purusha. Dock uppges Yama vara son till solguden, som enligt Rig-veda föds ur Purushas öga.
Att Yama inte nämns bland de gudar som uppstår ur Purushas kropp kan bero på att han från början var en människa; Vishnu nämns f.ö. inte heller bland dem. Varken Ymer eller Purusha sägs dessutom ha någon tvillingsyster, som Yama har (Yami). De är urtidsväsen utan föräldrar eller syskon. Namnet Yama betyder "tvilling" och tros gå tillbaka på ett indoeuropeiskt ord för tvilling; jfr exempelvis Gemini, stjärnbilden Tvillingarna.

### Osiris
För en jämförelse mellan Yama och den egyptiske dödsguden, se Osiris.